# 恩格爾貝格阿河

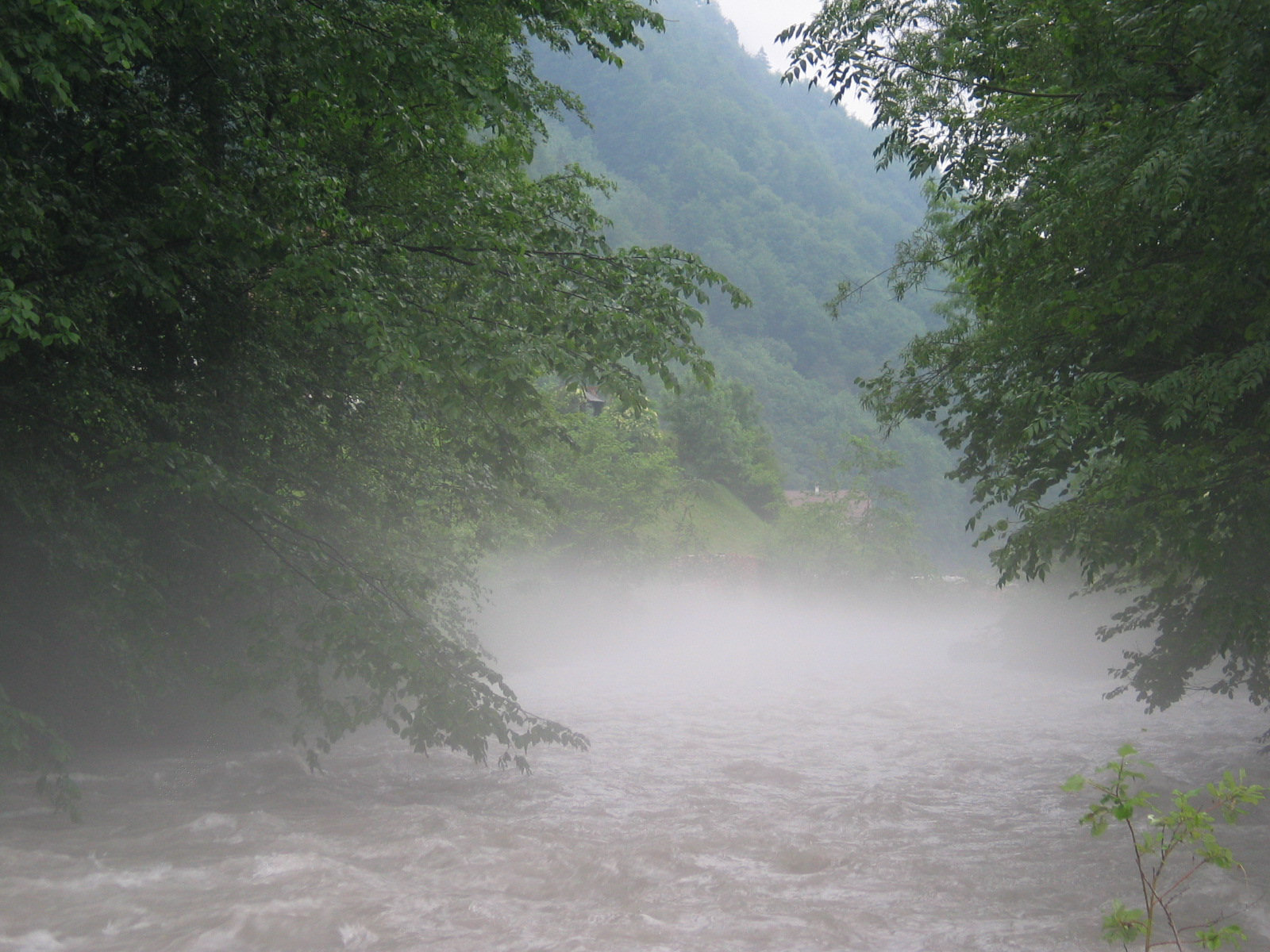

46°58′44″N 8°25′32″E / 46.978946°N 8.425527°E
恩格爾貝格阿河（德語：Engelberger Aa；意即为“恩格尔贝格的阿河”）是瑞士的河流，位於該國中部，流經烏里州、上瓦爾登州和下瓦爾登州，河道全長38公里，流域面積229平方公里，最終注入琉森湖。